# Ronde van Spanje 2024/Zesde etappe
De zesde etappe van de Ronde van Spanje 2024 werd op 22 augustus verreden door het hart van Andalusië van Jerez de la Frontera naar Yunquera. Het was een bergrit over 185,5 kilometer. Wat op een overgangsetappe leek, draaide uit op een machtsgreep van de Australiër Ben O'Connor.
De renner van Decathlon AG2R La Mondiale voerde een onwaarschijnlijk sterk nummer op. O'Connor zat in de vroege vlucht en was duidelijk de sterkste wanneer hij zijn medevluchters op een kleine 30 kilometers van het einde een voor een loste. Hij pakte met zijn zege daarmee ook de leiderstrui met bijna 5 minuten op Primož Roglič. Als 111e renner slaagt Ben O'Connor erin om de trilogie van ritzeges in Tour, Giro en Vuelta te voltooien.

## Uitslag
| Jerez de la Frontera – Yunquera (185,5 km) |                    |                            |          |
| Plaats                                     | Naam               | Ploeg                      | Tijd     |
| Winnaar                                    | Ben O'Connor       | Decathlon AG2R La Mondiale | 4u28'12" |
| 2                                          | Marco Frigo        | Israel-Premier Tech        | + 4'33"  |
| 3                                          | Florian Lipowitz   | BORA-hansgrohe             | + 5'12"  |
| 4                                          | Clément Berthet    | Decathlon AG2R La Mondiale | z.t.     |
| 5                                          | Cristián Rodríguez | Arkéa-B&B Hotels           | z.t.     |
| 6                                          | Gijs Leemreize     | Team dsm-firmenich PostNL  | z.t.     |
| 7                                          | Mauri Vansevenant  | Soudal Quick-Step          | + 5'35"  |
| 8                                          | Urko Berrade       | Equipo Kern Pharma         | + 6'02"  |
| 9                                          | Isaac del Toro     | UAE Team Emirates          | + 6'31"  |
| 10                                         | David Gaudu        | Groupama-FDJ               | z.t.     |

| Algemeen klassement |                     |                            |           |
| Plaats              | Naam                | Ploeg                      | Tijd      |
| Rode trui           | Ben O'Connor        | Decathlon AG2R La Mondiale | 23u28'28" |
| 2                   | Primož Roglič       | BORA-hansgrohe             | + 4'51"   |
| 3                   | João Almeida        | UAE Team Emirates          | + 4'59"   |
| 4                   | Florian Lipowitz    | BORA-hansgrohe             | + 5'18"   |
| 5                   | Enric Mas           | Movistar                   | + 5'23"   |
| 6                   | Cristián Rodríguez  | Arkéa-B&B Hotels           | + 5'26"   |
| 7                   | Antonio Tiberi      | Bahrain-Victorious         | + 5'29"   |
| 8                   | Lennert Van Eetvelt | Lotto Dstny                | + 5'32"   |
| 9                   | Felix Gall          | Decathlon AG2R La Mondiale | + 5'38"   |
| 10                  | Mattias Skjelmose   | Lidl-Trek                  | + 5'49"   |
|                     |                     |                            |           |
| 28                  | Thymen Arensman     | INEOS Grenadiers           | + 7'48"   |

## Nevenklassementen
| Puntenklassement |                |                            |        |
| Plaats           | Naam           | Ploeg                      | Punten |
| Groene trui      | Wout Van Aert  | Team Visma-Lease a Bike    | 158    |
| 2                | Kaden Groves   | Alpecin-Deceuninck         | 145    |
| 3                | Pavel Bittner  | Team dsm-firmenich PostNL  | 81     |
| 4                | Ben O'Connor   | Decathlon AG2R La Mondiale | 50     |
| 5                | Corbin Strong  | Israel-Premier Tech        | 49     |
|                  |                |                            |        |
| 26               | Gijs Leemreize | Team dsm-firmenich PostNL  | 15     |

| Bergklassement        |                  |                   |        |
| Plaats                | Naam             | Ploeg             | Punten |
| Bolletjestrui (blauw) | Sylvain Moniquet | Lotto Dstny       | 16     |
| 2                     | Filippo Zana     | Team Jayco AlUla  | 11     |
| 3                     | Primož Roglič    | BORA-hansgrohe    | 10     |
| 4                     | Pelayo Sánchez   | Movistar          | 9      |
| 5                     | Luis Ángel Maté  | Euskaltel-Euskadi | 9      |

| Jongerenklassement |                     |                    |           |
| Plaats             | Naam                | Ploeg              | Tijd      |
| Witte trui         | Florian Lipowitz    | BORA-hansgrohe     | 23u33'46" |
| 2                  | Antonio Tiberi      | Bahrain-Victorious | + 11"     |
| 3                  | Lennert Van Eetvelt | Lotto Dstny        | + 14"     |
| 4                  | Mattias Skjelmose   | Lidl-Trek          | + 31"     |
| 5                  | Isaac del Toro      | UAE Team Emirates  | + 59"     |
|                    |                     |                    |           |
| 8                  | Thymen Arensman     | INEOS Grenadiers   | + 2'30"   |

| Ploegenklassement |                            |           |
| Plaats            | Ploeg                      | Tijd      |
|                   | Decathlon AG2R La Mondiale | 70u36'30" |
| 2                 | UAE Team Emirates          | + 5'08"   |
| 3                 | BORA-hansgrohe             | + 5'08"   |
| 4                 | Israel-Premier Tech        | + 7'46"   |
| 5                 | Movistar                   | + 8'15"   |

## Uitvallers
- Jon Aberasturi (Euskaltel-Euskadi): Opgave door ziekte
- Kenny Elissonde (Cofidis): opgave door ziekte
- Rigoberto Urán ( EF Education-EasyPost): opgave door val met heupbreuk

1e etappe ·
2e etappe ·
3e etappe ·
4e etappe ·
5e etappe ·
6e etappe ·
7e etappe ·
8e etappe ·
9e etappe ·
10e etappe ·
11e etappe ·
12e etappe ·
13e etappe ·
14e etappe ·
15e etappe ·
16e etappe ·
17e etappe ·
18e etappe ·
19e etappe ·
20e etappe ·
21e etappe
Startlijst · Eindstanden · Afbeeldingen